# Bernarda
Bernarda – imię żeńskie pochodzenia germańskiego, żeński odpowiednik imienia Bernard
Bernarda imieniny obchodzi 19 maja.

## Znane osoby
- Bernarda de Lacerda – poetka portugalska